# Gråträsk
Gråträsk (Samisch: Jeärbmure) (grijs moeras)is een gehucht binnen de Zweedse gemeente Piteå. Het dorp ligt aan het meer Gråträsket. Gråträsk ligt nabij de oude grens tussen de landschappen Norrbotten en Lapland. Bestuurlijk ligt het anno 2008 nabij de grens met de gemeente Arvidsjaur.
Het dorp diende van 1635 tot 1659 als overslagplaats van zilvererts, dat vanuit de mijnen verder landinwaarts overgepakt moest worden van de rendiersleden naar sleden getrokken door paarden. Vanuit Gråträsk ging het verder naar de haven van Piteå.

## Kapel
Vanwege de relatief vele mensen in dit gebied toen werd er in 1645 een kapel gebouwd. Deze kapel is in 1934 vervangen door een nieuw exemplaar.
Bestuurscentrum: Piteå
Tätort: Bergsviken · Blåsmark · Böle · Hemmingsmark · Hortlax · Jävre · Lillpite · Norrfjärden · Roknäs · Rosvik · Sikfors · Sjulsmark · Svensbyn. 
Småort: Arnemark · Bertnäs · Bertnäs · Edet  · Grundvik · Holmträsk · Koler · Kopparnäs · Långträsk · Maran en Skatan · Näsudden en Berget · Nybyn · Ön · Pålberget · Pite havsbad · Storsund · Svedjan en Träsket · Liden · (Yttrefjärd östra strandbad)
Overig: Borgfors · Flötuträsk · Granträskmark · Gråträsk · Högsböle · Högsböleskiftet · (Infjärden) · Jävrebodarna · Klubbfors · Kvarnbäcken · Långnäs · Munksund · Pitsund · Sjulnäs